# 特別な恋人
「特別な恋人」（とくべつなこいびと）は、2011年11月23日にリリースされた松田聖子の通算76枚目のシングル。発売元はユニバーサルシグマ。

## 解説
作詞・作曲・プロデュースを、松田の作品では初となる竹内まりやが務め、『デビュー30周年を記念した夢の初共演』とのキャッチコピーの下にリリース、CMなどで強調された。
2010年に松田がデビュー30周年を迎え、その記念楽曲の制作を松田の側スタッフが竹内まりやにオファー。
その後、日本武道館で行われた松田のアニヴァーサリー・ライヴ終演後の楽屋で2人が会い意気投合し作品完成に至った。
女性アーティストからの楽曲提供は尾崎亜美「ボーイの季節」以来26年半ぶり。
C/W「声だけ聞かせて」は、初回限定盤・通常盤で間奏部の台詞が異なる。
DVD付初回限定盤と通常盤の2形態で発売。

## 収録曲

### 通常盤
全作詞・作曲：竹内まりや／編曲：増田武史
1. 特別な恋人（4分56秒）
2. 声だけ聞かせて（4分23秒）
3. 特別な恋人（Instrumental）（4分55秒）
4. 声だけ聞かせて（Instrumental）（4分22秒）

### 初回限定盤
1. 特別な恋人（4分56秒）
2. 声だけ聞かせて（初回限定セリフVer.）（4分23秒）
3. 特別な恋人（Instrumental）（4分55秒）
4. 声だけ聞かせて（Instrumental）（4分22秒）

### 初回限定盤DVD
1. 特別な恋人 （Music Video Clip）

## 主なカバー
- 竹内まりや（2014年、アルバム『TRAD』） - セルフカバー

## 関連作品
- Very Very
- We Love SEIKO -35th Anniversary 松田聖子究極オールタイムベスト50Songs-
- Mariya's Songbook